# Parque nacional Carrai
Carrai es un parque nacional en Nueva Gales del Sur (Australia), ubicado a 347 km al norte de Sídney.

## Datos
- Área: 104 km²
- Coordenadas: 30°53′35″S 152°14′31″E / -30.89306, 152.24194
- Fecha de Creación: 1 de enero de 1999
- Administración: Servicio Para la Vida Salvaje y los Parques Nacionales de Nueva Gales del Sur
- Categoría IUCN: II